# Deathcore
Il deathcore è un genere musicale ibrido che fonde metalcore e death metal
Il deathcore è pesantemente influenzato dal death metal odierno per quanto riguarda rapidità, potenza e per l'ampio uso di palm muting e suoni dissonanti. Dal punto di vista vocale sono utilizzati il growl e lo scream e talvolta anche il pig squeal (utilizzato da band come All Shall Perish, Despised Icon e We Butter the Bread with Butter), mentre la parte strumentale comprende spesso breakdown e riff melodici comuni nel metalcore.

## Storia
Il deathcore nasce tra la fine degli anni Novanta e l'inizio degli anni Duemila negli Stati Uniti d'America, in Canada e in Europa, dove gruppi musicali iniziarono a mescolare le loro sonorità death metal con sonorità " -core ", importando un certo tipo di groove, energia e strutture compositive.
Negli anni novanta, gruppi come Suffocation e Dying Fetus importarono l'utilizzo di breakdown nelle canzoni, e nello stesso periodo si sviluppò la corrente slam brutal death metal, con delle sonorità più cadenzate e minimaliste, influenzate dalla scena hardcore newyorkese di quegli anni, e la corrente metalcore, con gruppi quali Poison The Well, Converge, Hatebreed, Embodyment, Zao, Overcast, Earth Crisis, V.O.D., Shai Hulud e Merauder.
I padri del genere, o i cosiddetti gruppi " proto-deathcore " posso essere identificati nei primi Underoath, con i loro primi due album, ovvero " Act Of Depression " del 1999, e " Cries Of The Past " del 2000, i belgi Deformity, con il loro disco " Murder Within Sin " del 1999, i The Red Chord con il loro album " Fused Together In Revolving Doors " del 2002, gli Eighteen Visions, con il loro disco d'esordio " Yesterday Is Time Killed " gli Antagony e gli Through the Eyes Of the Dead.
Il genere raggiunse il picco della sua popolarità nella seconda metà degli anni 2000 e i primi anni 2010, con gruppi quali Suicide Silence, Whitechapel, As Blood Runs Black e Chelsea Grin, per poi godere di buona salute negli ambienti metal ed hardcore, le cui scene continuano tutt'oggi a sfornare molteplici gruppi.
Il genere nel corso degli anni è diventato sempre più vario e ha adottato sempre più influenze, sconfiggendo così le numerose critiche ricevute negli anni 2000 e 2010, dove il genere aveva raggiunto una saturazione in termini di ispirazione e di qualità.
Il deathcore si può suddivere in queste varianti:
- deathcore classico, con breakdown, riff pesanti con chug e palm mute, tremolo picking, blast beat, ed energia hardcore, con gruppi quali Suicide Silence, Whitechapel, Despised Icon, All Shall Perish, Chelsea Grin, Carnifex, Impending Doom, Angelmaker e Spite.
- djentcore, caratterizzato dall'utilizzo di poliritmie e tempi dispari, elettronica ed atmosfere melodiche, ispirati da gruppi quali Meshuggah e Cynic. I gruppi di spicco di questa variante sono gli statunitensi Born Of Osiris, Veil Of Maya, After The Burial, i francesi Betraying The Martyrs, e gli australiani Make Them Suffer.
- downtempo deathcore, i cui precursori e principali ispiratori sono gli statunitensi The Acacia Strain, con i loro due album " 3750 " del 2004 (prima su tutte, la traccia " Car Bomb " ) e " Wormwood " del 2010. I tempi sono più lenti e cadenzati, il groove delle chitarre è più corposo, e il growl è profondo. Gruppi di rilievo: Oceano, Black Tongue, Worm Shepherd, Humanity's Last Breath e Traitors.
- deathcore sinfonico, i cui germi si trovano già negli anni 2000, con il gruppo metalcore Bleeding Through, con il disco " This Is Love, This Is Murderous " del 2003, e vede la nascita nel 2007 con il gruppo deathcore Winds of Plague, con il loro disco di debutto " Decimate The Weak ". Le sonorità combinano il deathcore con gli arrangiamenti orchestrali e sinfonici tipiche della musica classica e di gruppi quali Fleshgod Apocalypse. La tecnica è elevata, i breakdown sono ancora più potenti, e il cantato è virtuoso nella sua brutalità. Alcuni gruppi adottano anche delle sfumature black metal (i Make Them Suffer nel 2012 nel disco " Neverbloom " ). I gruppi di maggior spessore sono gli Shadow Of Intent, i Lorna Shore, gli Ov Sulfum, gli Winds of Plague, e gli Immortal Disfigurement.
- slam deathcore, che combina il deathcore classico con la brutalità dello slam brutal death metal, rappresentato da gruppi quali i sudafricani Vulvodynia, i sloveni Within Destruction, gli statunitensi Signs Of The Swarm, Waking The Cadaver ed Extermination Dismemberment, e i canadesi Brand Of Sacrifice.
- technical deathcore, pesantemente influenzato dal technical death metal moderno e dal metal progressivo, è la variante di deathcore più virtuosa, con gruppi come Infant Annihilator, Rings Of Saturn, Aversion Crown, e Fit For An Autopsy.
- deathcore elettronico, che unisce le sonorità deathcore classiche e moderne con la musica elettronica, suonato da gruppi quali Distant, Darko US e We Butter The Bread With Butter, quest'ultimi sono i padrini di questo micro-genere.